# Îles Murray
Pour les articles homonymes, voir Murray.
Les îles Murray sont un groupe d'îles de l'Île-du-Prince-Édouard.

## Géographie
En face de Murray Harbour, elles sont composées de cinq îles :
- Cherry Island
- Gordons Island
- Herring Island
- Reynolds Island
- Thomas Island

## Histoire
Nommées en Micmac Eskwadek ou Kwodomak, elles ont été nommées par Samuel Holland en 1765 en l'honneur de James Murray (1719-1794), gouverneur du Québec de 1763 à 1768. Les français les avaient, eux, appelées Havre de l'ours.